# Liste der Stolpersteine in Freiberg
Die Liste der Stolpersteine in Freiberg enthält sämtliche Stolpersteine, die im Rahmen des gleichnamigen Kunst-Projektes von Gunter Demnig in Freiberg verlegt wurden.

## Hintergrund
Mit diesen Gedenksteinen soll Opfern des Nationalsozialismus gedacht werden, die in Freiberg lebten und wirkten. Eine erste Aktion fand am 6. Juli 2007 statt, weitere folgten 2008 und 2010. Insgesamt wurden bisher 24 Steine an 11 Adressen verlegt. Weitere Verlegungen befinden sich in Vorbereitung.

## Liste der Stolpersteine in Freiberg
Zusammengefasste Adressen zeigen an, dass mehrere Stolpersteine an einem Ort verlegt wurden. Die Tabelle ist teilweise sortierbar; die Grundsortierung erfolgt alphabetisch nach der Adresse. Die Spalte Person, Inschrift wird nach dem Namen der Person alphabetisch sortiert.
| Bild | Adresse                                  | Verlegedatum  | Person, Inschrift | Kurzvita / Anmerkungen |
| ---- | ---------------------------------------- | ------------- | --- | --- |
|      | Burgstraße 3 (Lage)                      | 15. Okt. 2008 | Hier wohnte Erna Kisch geb. Spiro Jg. 1891 deportiert 1941 Ghetto Lodz ermordet 10.5.1942 in Chelmno                 | Erna Kisch wurde am 19. Juni 1888 als Tochter des Textilkaufmanns Hermann Hirsch Spiro und seiner Frau Flora in Freiberg geboren. Im März 1900 zogen ihre Eltern mit ihr nach Berlin. 1912 heiratete sie in Prag den tschechischen Kaufmann Alfons Kisch, mit dem sie einen Sohn hatte. Die Ehe wurde nach einigen Jahren geschieden; Vater und Sohn zogen nach Spanien. Erna Kisch führte in Hamburg ein unstetes Leben. Obwohl sie sich 1939 taufen ließ nahm die Gestapo sie in „Schutzhaft“ in das KZ Fuhlsbüttel bei Hamburg. Am 25. Oktober 1941 wurde sie in das Ghetto Lodz und am 10. Mai 1942 in das Vernichtungslager Kulmhof (Chelmno) deportiert, wo sie vermutlich noch am gleichen Tag vergast wurde. Für Erna Kisch wurde auch ein Stolperstein in Hamburg-Hamm verlegt. |
|      | Burgstraße 22 / Ecke Thielestraße (Lage) | 28. Sep. 2010 | Hier wohnte Gitta Braun geb. Weiss Jg. 1873 deportiert 1942 Theresienstadt tot 22.1.1942                             | Als Tochter von Adolf Weiss (1844–1911) und Esther Weiss (1845–1925) wurde Gitta Braun am 8. August 1873 in Bautzen geboren. Ihre Schwester Celestine Silberstein wurde am 10. März 1876 in Bautzen geboren. Nach dem Tod ihres Ehemannes Salomon Braun 1916 setzte Gitta Braun dessen Geschäfte in Freiberg unter dem Namen „Handel mit Konfektionsartikeln“ bis 1929 fort. Ihre ebenso verwitwete Schwester Celestine Silberstein zog zu ihr, beide wohnten unter der damaligen Adresse Burgstraße 24B. Beide wurden am 1. Juli 1942 über Dresden in das Ghetto Theresienstadt deportiert, wo sie kurz hintereinander starben, Gitta Braun am 2. November 1942 und Celestine Silberstein am 16. März 1943.                                                                             |
|      | Burgstraße 22 / Ecke Thielestraße (Lage) | 28. Sep. 2010 | Hier wohnte Celestine Silberstein geb. Weiss Jg. 1876 deportiert 1942 Theresienstadt tot 16.3.1943                   | Als Tochter von Adolf Weiss (1844–1911) und Esther Weiss (1845–1925) wurde Gitta Braun am 8. August 1873 in Bautzen geboren. Ihre Schwester Celestine Silberstein wurde am 10. März 1876 in Bautzen geboren. Nach dem Tod ihres Ehemannes Salomon Braun 1916 setzte Gitta Braun dessen Geschäfte in Freiberg unter dem Namen „Handel mit Konfektionsartikeln“ bis 1929 fort. Ihre ebenso verwitwete Schwester Celestine Silberstein zog zu ihr, beide wohnten unter der damaligen Adresse Burgstraße 24B. Beide wurden am 1. Juli 1942 über Dresden in das Ghetto Theresienstadt deportiert, wo sie kurz hintereinander starben, Gitta Braun am 2. November 1942 und Celestine Silberstein am 16. März 1943.                                                                             |
|      | Burgstraße / Ecke Thielestraße 2 (Lage)  | 15. Okt. 2008 | Hier wohnte Hans-Günter Wunderlich Jg. 1917 deportiert 1943 ermordet in Auschwitz                                    | |
|      | Burgstraße / Ecke Thielestraße 2 (Lage)  | 15. Okt. 2008 | Hier wohnte Ida Wunderlich geb. Wreschinski Jg. 1887 deportiert 1942 ermordet in Riga                                | |
|      | Heinrich-Heine-Straße 12 (Lage)          | 6. Juli 2007  | Hier wohnte Wilhelm Heymann Jg. 1904 deportiert 1942 ermordet in Piaski                                              | |
|      | Heinrich-Heine-Straße 12 (Lage)          | 6. Juli 2007  | Hier wohnte Hildegard Heymann geb. Brauer Jg. 1907 deportiert 1942 ermordet in Piaski                                | |
|      | Heinrich-Heine-Straße 12 (Lage)          | 6. Juli 2007  | Hier wohnte Ursula Heymann Jg. 1931 deportiert 1942 ermordet in Piaski                                               | |
|      | Heinrich-Heine-Straße 12 (Lage)          | 6. Juli 2007  | Hier wohnte Norbert Heymann Jg. 1932 deportiert 1942 ermordet in Piaski                                              | |
|      | Humboldtstraße 34 (Lage)                 | 28. Sep. 2010 | Hier wohnte Szolem Druck Jg. 1887 gedemütigt, entrechtet Flucht in den Tod 25.12.1938                                | |
|      | Kesselgasse 1a (Lage)                    | 6. Juli 2007  | Hier wohnte Fritz Baum Jg. 1898 deportiert 1943 Auschwitz ermordet 12.3.1943                                         | |
|      | Kreuzgasse 4 (Lage)                      | 15. Okt. 2008 | Hier wohnte Otto Fleischner Jg. 1884 gedemütigt, entrechtet Flucht in den Tod 17.2.1936                              | |
|      | Kreuzgasse 4 (Lage)                      | 15. Okt. 2008 | Hier wohnte Anna Fleischner geb. Geiger Jg. 1886 deportiert 1942 ermordet in Riga                                    | |
|      | Lange Straße 41 (Lage)                   | 28. Sep. 2010 | Hier wohnte Max Freud Jg. 1883 verhaftet 1941 "Schutzhaft" in Dresden 1942 Buchenwald Dachau ermordet 5.9.1942       | |
|      | Obermarkt 5 (Lage)                       | 15. Okt. 2008 | Hier wohnte Frieda Manasse geb. Lewy Jg. 1876 deportiert 1941 ermordet 4.5.1942 in Chelmno                           | |
|      | Poststraße 16 (Lage)                     | 6. Juli 2007  | Hier wohnte Max Pinkus Jg. 1887 deportiert 1943 Riga Transportschiff von SS versenkt 1943 ertrunken                  | |
|      | Poststraße 16 (Lage)                     | 6. Juli 2007  | Hier wohnte Grete Pinkus geb. Dobkowsky Jg. 1893 deportiert 1943 Riga Transportschiff von SS versenkt 1943 ertrunken | |
|      | Poststraße 16 (Lage)                     | 6. Juli 2007  | Hier wohnte Werner ‘Willy’ Pinkus Jg. 1926 Flucht 1939 Kindertransport überlebt                                      | |
|      | Silberhofstraße 24 (Lage)                | 28. Sep. 2010 | Hier wohnte Ida Dux geb. Wehle Jg. 1869 deportiert 1942 Theresienstadt 1942 Treblinka ermordet 15.4.1943             | |
|      | Weisbachstraße 23 (Lage)                 | 28. Sep. 2010 | Hier wohnte Abraham Georg Wolff Jg. 1879 vor Deportation Flucht in den Tod 22.1.1942                                 | |
|      | Weisbachstraße 23 (Lage)                 | 28. Sep. 2010 | Hier wohnte Meta Sophie Wolff geb. Taubenschlag Jg. 1887 vor Deportation Flucht in den Tod 25.1.1942                 | |
|      | Weisbachstraße 23 (Lage)                 | 28. Sep. 2010 | Hier wohnte Manfred Wolff Jg. 1920 Kindertransport 1939 nach England überlebt                                        | |
|      | Weisbachstraße 23 (Lage)                 | 28. Sep. 2010 | Hier wohnte Paula Brück geb. Taubenschlag Jg. 1885 deportiert 1942 ermordet 1942 in Auschwitz                        | |
|      | Weisbachstraße 23 (Lage)                 | 28. Sep. 2010 | Hier wohnte Dorothea Gray geb. Wolff Jg. 1920 Kindertransport 1939 nach England überlebt                             | |